# Póvoa de Lanhoso
Pour la freguesia, voir Póvoa de Lanhoso (freguesia).
Póvoa de Lanhoso est une municipalité (en portugais : concelho ou município) du Portugal, située dans le district de Braga et la région Nord.

## Géographie

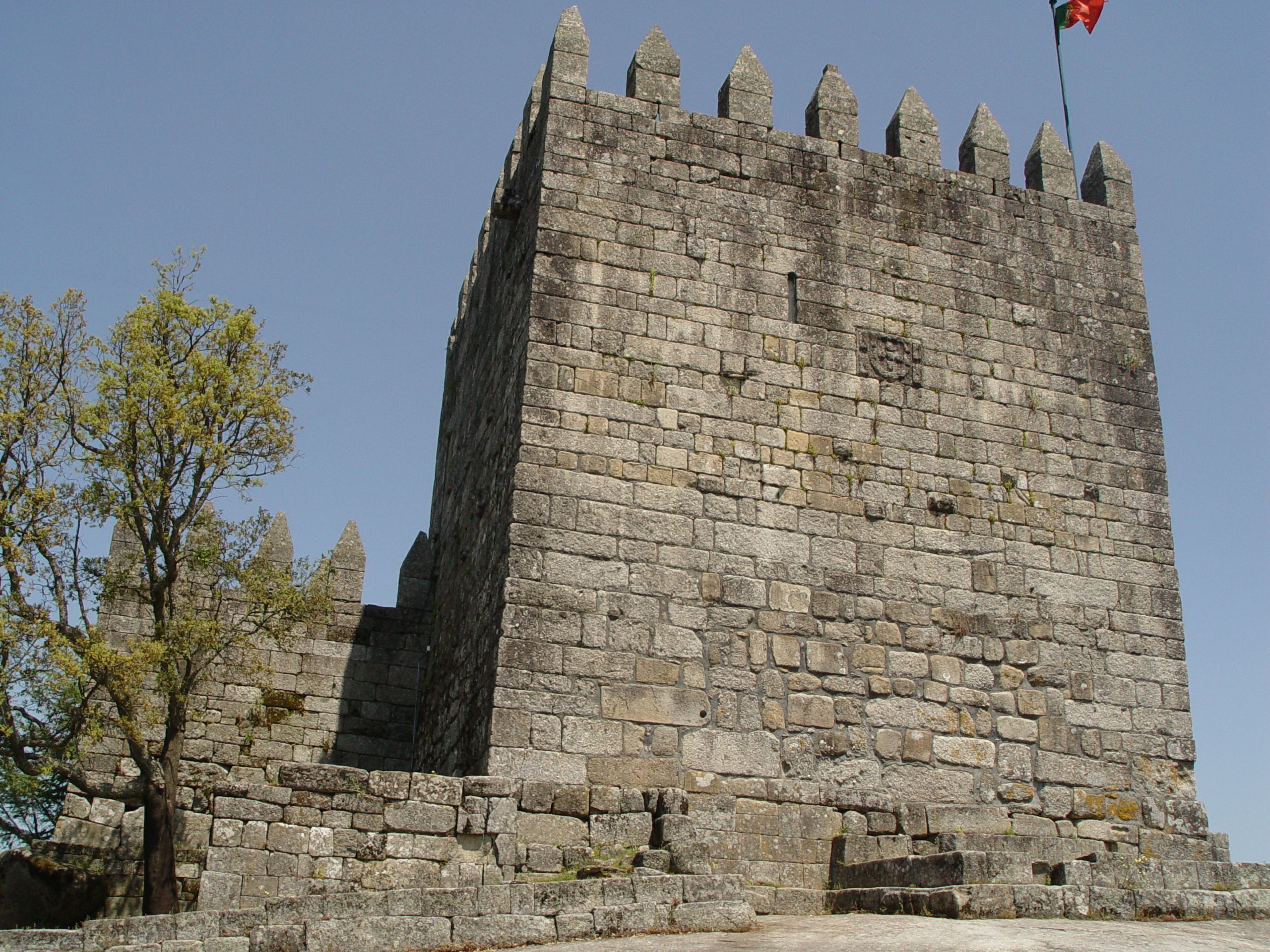
Château de Lanhoso

Póvoa de Lanhoso est limitrophe :
- au nord, d'Amares,
- à l'est, de Vieira do Minho,
- au sud, de Fafe et Guimarães,
- à l'ouest, de Braga.

## Démographie
| 1801  | 1849  | 1900   | 1930   | 1960   | 1981   | 1991   | 2001   | 2004   |
| ----- | ----- | ------ | ------ | ------ | ------ | ------ | ------ | ------ |
| 8 084 | 9 585 | 16 939 | 19 178 | 22 033 | 21 092 | 21 516 | 22 772 | 23 657 |

| 2005   | 2006   | 2007   | 2008   | - | - | - | - | - |
| ------ | ------ | ------ | ------ | - | - | - | - | - |
| 25 874 | 26 522 | 26 997 | 29 415 | - | - | - | - | - |

## Subdivisions
Avec la réforme territoriale de septembre 2013, plusieurs paroisses (freguesia, en portugais) ont été regroupées en nouvelles paroisses, ce qui a réduit le nombre de paroisses de 29 à 22:
- Águas Santas e Moure
- Calvos e Frades
- Campos e Louredo
- Covelas
- Esperança e Brunhais
- Ferreiros
- Fontarcada e Oliveira
- Galegos
- Garfe
- Geraz do Minho
- Lanhoso
- Monsul
- Póvoa de Lanhoso
- Rendufinho
- Santo Emilião
- São João de Rei
- Serzedelo
- Sobradelo da Goma
- Taíde
- Travassos
- Verim, Friande e Ajude
- Vilela

## Jumelages
- La ville est jumelée avec Neuves-Maisons (France)[2], qui a donné le nom de Póvoa de Lanhoso a une de ses rues.